# Classics of Western Spirituality
The Classics of Western Spirituality (Klassiker der westlichen Spiritualität) ist eine englischsprachige Buchreihe, die eine Sammlung von Klassikern der westlichen Spiritualität bietet und eine umfassende Bibliothek mit historischen Texten zur christlichen sowie einer repräsentativen Auswahl von Werken der jüdischen, islamischen, Sufi- und indianischen Spiritualität darstellt. Ein großer Teil der Werke wurde ins Englische übersetzt. Die Reihe erschien in New York bei der Paulist Press. Sie enthält verschiedene Genres spiritueller Schriften, darunter Gedichte, Lieder, Essays, theologische Abhandlungen, Meditationen, mystische Biografien und philosophische Untersuchungen. Die Sammlung umfasst Werke berühmter Autoren, wie Augustinus und Martin Luther sowie weniger bekannte Autoren, wie Maximus Confessor und Moses de León. Die Reihe umfasst mehr als 120 Bände, sie ist thematisch untergliedert in Vorreformatorisches Christentum (55 Bde.), Christentum nach der Reformation (44 Bände) und Judentum, Islam und indianische Religionen (27 Bände).

## Bände

### Pre-Reformation Christianity
- Athanasius: The Life of Antony and the Letter to Marcellinus, übersetzt von Robert C. Gregg
- Ephrem the Syrian: Hymns, übersetzt von Kathleen E. McVey
- Gregory of Nyssa: The Life of Moses, übersetzt von Everett Ferguson and Abraham Malherbe
- John Climacus: The Ladder of Divine Ascent, übersetzt von Colm Luibheid and Norman Russell
- Maximus Confessor: Selected Writings, übersetzt von George C. Berthold
- Origen: An Exhortation to Martyrdom, Prayer and Selected Works, übersetzt von Rowan A. Greer
- Philo of Alexandria: The Contemplative Life, The Giants, and Selections, herausgegeben von David Winston
- Pseudo-Dionysius: The Complete Works, übersetzt von Colm Luibheid
- Pseudo-Macarius: The Fifty Spiritual Homilies and the Great Letter, herausgegeben von George A. Maloney
- Augustine of Hippo: Selected Writings, übersetzt von Mary T. Clark
- John Cassian: Conferences, übersetzt von Colm Luibheid
- Albert und Thomas: Selected Writings, herausgegeben von Simon Tugwell
- Anchoritic Spirituality: Ancrene Wisse and Associated Works, übersetzt von Anne Savage and Nicholas Watson
- Angela of Foligno: Complete Works, übersetzt von Paul Lachance
- Angelic Spirituality: Medieval Perspectives on the Ways of Angels, übersetzt von Steven L. Chase
- Anglo-Saxon Spirituality: Selected Writings, übersetzt von Robert Boenig
- Apocalyptic Spirituality: Treatises and Letters of Lactantius, Adso of Montier-en-der, Joachim of Fiore, the Spiritual Franciscans, Savonarola, übersetzt von Bernard McGinn
- Bernard of Clairvaux: Selected Works, übersetzt von Gillian Evans
- Birgitta of Sweden: Life and Selected Writings, herausgegeben von Marguerite Tjader Harris
- Bonaventure: The Soul’s Journey into God, The Tree of Life, The Life of St. Francis, herausgegeben von Ewert Cousins
- Carthusian Spirituality: The Writings of Hugh of Balma and Guigo de Ponte, übersetzt von Dennis D. Martin
- Catherine of Genoa: Purgation and Purgatory, the Spiritual Dialogue, übersetzt von Serge Hughes
- Catherine of Siena: The Dialogue, übersetzt von Suzanne Noffke
- Celtic Spirituality, herausgegeben von Oliver Davies
- Devotio moderna: Basic Writings, übersetzt von John H. Van Engen
- Dominican Penitent Women, herausgegeben von Maiju Lehmijoki-Gardner
- Early Dominicans: Selected Writings, herausgegeben von Simon Tugwell
- Elisabeth of Schönau: The Complete Works, übersetzt von Anne L. Clark
- Francis and Clare: The Complete Works, übersetzt von Regis J. Armstrong and Ignatius C. Brady
- Francisco de Osuna: The Third Spiritual Alphabet, übersetzt von Mary E. Giles
- Gertrude of Helfta: The Herald of Divine Love, herausgegeben von Margaret Winkworth
- Hadewijch: The Complete Works, übersetzt von Columba Hart
- Henry Suso: The Exemplar, with Two German Sermons, herausgegeben von Frank Tobin
- Hildegard of Bingen: Scivias, übersetzt von Columba Hart and Jane Bishop
- Jacopone da Todi: The Lauds, übersetzt von Elizabeth Hughes and Serge Hughes
- Jean Gerson: Early Works, übersetzt von Brian Patrick McGuire
- John Ruusbroec: The Spiritual Espousals and Other Works, übersetzt von James A. Wiseman
- Julian of Norwich: Showings, übersetzt von Edmund Colledge and James Walsh
- Late Medieval Mysticism of the Low Countries, herausgegeben von Rik Van Nieuwenhove, Robert Faesen und Helen Rolfson
- Margaret Ebner: Major Works, herausgegeben von Leonard P. Hindsley
- Marguerite Porete: The Mirror of Simple Souls, übersetzt von Ellen Babinsky
- Mechthild of Magdeburg: The Flowing Light of the Godhead, übersetzt von Frank Tobin
- Meister Eckhart: The Essential Sermons, Commentaries, Treatises, and Defense, übersetzt von Edmund Colledge
- Meister Eckhart: Teacher and Preacher, herausgegeben von Bernard McGinn
- Nicholas of Cusa: Selected Spiritual Writings, übersetzt von H. Lawrence Bond
- Norbert and Early Norbertine Spirituality, herausgegeben von Theodore J. Antry und Carol Neel
- Richard of St. Victor: The Twelve Patriarchs, The Mystical Ark, Book Three of the Trinity, übersetzt von Grover A. Zinn
- Richard Rolle: The English Writings, herausgegeben von Rosamund S. Allen
- The Pursuit of Wisdom and Other Works, by the Author of The Cloud of Unknowing, herausgegeben von James Walsh
- Walter Hilton: The Scale of Perfection, übersetzt von John P. H. Clark and Rosemary Dorward
- The Venerable Bede: One the Song of Songs and Selected Writings, herausgegeben von Arthur G. Holder
- Gregory Palamas: The Triads, herausgegeben von John Meyendorff
- Johannes Tauler: Sermons, übersetzt von Maria Shrady
- The Cloud of Unknowing, herausgegeben von James Walsh
- Symeon the New Theologian: The Discourses, übersetzt von C. J. de Catanzaro

### Post-Reformation Christianity
- Alphonsus de Liguori: Selected Writings, herausgegeben von Fredrick M. Jones
- Angelus Silesius: The Cherubinic Wanderer, übersetzt von Maria Shrady
- Bérulle and the French School: Selected Writings, herausgegeben von William M. Thompson
- Elisabeth Leseur: Selected Writings, herausgegeben von Janet Ruffing
- Francis de Sales, Jane de Chantal: Letters of Spiritual Devotion, übersetzt von Péronne Marie Thibert
- John Baptist de La Salle: Spirituality of Christian Education, herausgegeben von Carl Koch, Jeffrey Calligan und Jeffrey Gros
- John of Avila: Audi, filia–Listen, O Daughter, übersetzt von Joan Frances Gormley
- John of the Cross: Selected Writings, herausgegeben von Kieran Kavanaugh
- Luis de León: The Names of Christ, übersetzt von Manuel Durán and William Kluback
- Maria Maddalena de’ Pazzi: Selected Revelations, übersetzt von Amando Maggi
- Robert Bellarmine: Spiritual Writings, herausgegeben von John P. Donnelly and Roland J. Teske
- Sor Juana Inés de la Cruz: Selected Writings, übersetzt von Pamela Kirk Rappaport
- Teresa of Avila: The Interior Castle, herausgegeben von Kieran Kavanaugh
- Theatine Spirituality: Selected Writings, herausgegeben von William V. Hudon
- Vincent de Paul and Louise de Marillac: Rules, Conferences, and Writings, herausgegeben von Frances Ryan and John E. Rybolt
- Fénelon: Selected Writings, herausgegeben von Chad Helms
- Jeanne Guyon: Selected Writings, herausgegeben von Dianne Guenin-Lelie and Ronney Mourad
- Miguel de Molinos: The Spiritual Guide, herausgegeben von Robert P. Baird
- Emanuel Swedenborg: The Universal Human and Soul-Body Interaction, herausgegeben von George F. Dole
- Valentin Weigel: Selected Spiritual Writings, übersetzt von Charles Andrew Weeks
- Nicodemos of the Holy Mountain: A Handbook of Spiritual Counsel, übersetzt von Peter A. Chamberas
- Nil Sorsky: The Complete Writings, herausgegeben von George A. Maloney
- The Pilgrim’s Tale, herausgegeben von Aleksei Pentkovsky
- Cambridge Platonist Spirituality, herausgegeben von Charles Taliaferro and Alison J. Teply
- Early Anabaptist Spirituality: Selected Writings, herausgegeben von Daniel Liechty
- Early Protestant Spirituality, herausgegeben von Scott H. Hendrix
- George Herbert: The Country Parson and the Temple, herausgegeben von John N. Wall Jr.
- Jacob Boehme: The Way to Christ, herausgegeben von Peter C. Erb
- Jeremy Taylor: Selected Works, herausgegeben von Thomas K. Carroll
- Johann Arndt: True Christianity, übersetzt von Peter C. Erb
- John and Charles Wesley: Selected Writings and Hymns, herausgegeben von Frank Whaling
- John Calvin: Writings on Pastoral Piety, herausgegeben von Elsie Anne McKee
- John Comenius: The Labyrinth of the World and the Paradise of the Heart, übersetzt von Howard Louthan and Andrea Sterk
- John Donne: Selections from Divine Poems, Sermons, Devotions, and Prayers, herausgegeben von John Booty
- Luther’s Spirituality, herausgegeben von Philip D. W. Krey and Peter D. S. Krey
- Quaker Spirituality: Selected Writings, herausgegeben von Douglas Steere
- Seventeenth-Century Lutheran Meditations and Hymns, herausgegeben von Eric Lund
- The Spirituality of the German Awakening, herausgegeben von David Crowner and Gerald Christianson
- The Pietists: Selected Writings, herausgegeben von Peter C. Erb
- The Shakers: Two Centuries of Spiritual Reflection, herausgegeben von Robley E. Whitson
- The Theologia Germanica of Martin Luther herausgegeben von Bengt Hoffman
- William Law: A Serious Call to a Devout and Holy Life, the Spirit of Love, herausgegeben von Paul Stanwood
- Wycliffite Spirituality, herausgegeben von J. Patrick Hornbeck II, Stephen E. Lahey, and Fiona Somerset
- John Henry Newman: Selected Sermons, herausgegeben von Ian Ker

### Judaism, Islam, and Native American Religions
- Abu al-Hasan al-Shushtari: Songs of Love and Devotion, übersetzt von Lourdes Maria Alvarez
- Early Islamic Mysticism: Sufi, Qur’an, Mi’raj, Poetic and Theological Writings, herausgegeben von Michael A. Sells
- Fakhruddin Iraqi: Divine Flashes, übersetzt von William C. Chittick and Peter L. Wilson
- Farid ad-Din Attar’s Memorial of God’s Friends: Lives and Sayings of Sufis, übersetzt von Paul Edward Losensky
- Ibn 'Abbad of Ronda: Letters on the Sufi Path, übersetzt von John Renard
- Ibn Al 'Arabi: The Bezels of Wisdom, übersetzt von R. W. J. Austin
- Ibn ‘Ata’ Illah Iskandari/Kwaja Abdullah Ansari: The Book of Wisdom/Intimate Conversations, übersetzt von Victor Danner and Wheeler M. Thackston
- Knowledge of God in Classical Sufism: Foundations of Islamic Mystical Theology, übersetzt von John Renard[2]
- Nizam Ad-Din Awliya: Morals for the Heart, übersetzt von Bruce B. Lawrence
- Sharafuddin Maneri: The Hundred Letters, übersetzt von Paul Jackson
- Umar Ibn al-Farid: Sufi Verse, Saintly Life, übersetzt von Thomas Emil Homerin
- Rabbinic Stories, übersetzt von Jeffery L. Rubenstein
- The Classic Midrash: Tannaitic Commentaries on the Bible by Reuven Hammer
- The Talmud: Selected Writings, übersetzt von Ben Zion Bokser
- The Early Kabbalah, herausgegeben von Joseph Dan
- Zohar: The Book of Enlightenment, übersetzt von Daniel Chanan Matt
- Abraham Isaac Kook: The Lights of Penitence, the Moral Principles, Lights of Holiness, Essays, Letters, and Poems, übersetzt von Ben Zion Bokser
- Abraham Miguel Cardozo: Selected Writings, übersetzt von David J. Halperin
- Elijah Benamozegh: Israel and Humanity, herausgegeben von Maxwell Luria
- Hasidic Spirituality of a New Era: The Religious Writings of Hillel Zeitlin, herausgegeben von Arthur Green
- Isaiah Horowitz: The Generations of Adam, herausgegeben von Miles Krassen
- Jewish Mystical Autobiographies: The Book of Visions and the Book of Secrets, übersetzt von Morris M. Faierstein
- Menahem Nahum of Chemobyl: Upright Practices. The Light of the Eyes, übersetzt von Arthur Green
- Nahman of Bratslav: The Tales, übersetzt von Arnold Band
- Philo of Alexandria: The Contemplative Life, The Giants, and Selections by Philo of Alexandria
- Safed Spirituality: Rules of Mystical Piety, The Beginning of Wisdom, übersetzt von Lawrence Fine
- Native Meso-American Spirituality: Ancient Myths, Discourses, Stories, Doctrines, Hymns, Poems from the Aztec, Yucatec, Quiche-Maya and Other Sacred Traditions, herausgegeben von Miguel León-Portilla
- Native North American Spirituality of the Eastern Woodlands: Sacred Myths, Dreams, Visions, Speeches, Healing Formulas, Rituals and Ceremonials, herausgegeben von Elizabeth Tooker